# Ammónium-fluoroberillát
Az ammónium-fluoroberillát szervetlen vegyület, képlete BeF4H8N2.

## Előállítása
Ammónium-fluorid és berillium-hidroxid reakciójával állítható elő:
{\displaystyle \mathrm {4\ NH_{4}F+BeF_{2}\longrightarrow (NH_{4})_{2}[BeF_{4}]+2\ NH_{4}OH} }

## Tulajdonságai
Színtelen szilárd anyag. Hevítve recseg, majd ha megolvad, ammónium-fluorid füst száll fel belőle. Ortorombos kristályszerkezetben kristályosodik, tércsoportja Pnma. Kristályszerkezetében tetraéderes szerkezetű ammóniumionok és tetraéderes [BeF4]2– ionok vannak.

## Fordítás
- Ez a szócikk részben vagy egészben  az   Ammoniumfluoroberyllat című német Wikipédia-szócikk fordításán alapul.  Az eredeti cikk szerkesztőit annak laptörténete sorolja fel. Ez a jelzés csupán a megfogalmazás eredetét és a szerzői jogokat jelzi, nem szolgál a cikkben szereplő információk forrásmegjelöléseként.